# Арабиста
Појам арабиста користи се, углавном, за особу која се специјализовала у области арапског језика и културе, укључујући у то и арапску књижевност.

## Порекло
Арабисти се појављују у средњовековној муслиманској Шпанији, на граници између исламског и хришћанског света. У различитим епохама, и хришћански и муслимански свет били су у одређеној мери гостољубиви према научницима. Превођење арапских текстова на латински (углавном радови из области математике и астрономије) почиње још у 10. веку, а главни радови потичу из Школе преводилаца у Толеду, која је кренула са радом за време владавине краља Алфонса VII од Кастиље (1105—1157).
Радови су превођени на средњовековни латински или црквени латински, европски lingua franca тог времена, или на шпански језик (говорни језик). Рани преводи укључују радове Ибн Сине, ал-Газалија, Ибн Габирола итд. ; књиге из астрономије, астрологије и медицине; као и радове старогрчких филозофа, нарочито Аристотела, који је, за разлику од Платона, био релативно непознат и игнорисан у средњовековном хришћанском свету. Филозофски преводи дела ал-Газалија, Ибн Сине и Ибн Рушда били су праћени исламским коментарима до те мере, да је Авероистичка филозофска школа постала препознатљива у хришћанској Европи.
Ова културна задужења арапске културе имала су снажан патронат од стране Алфонса X од Кастиље (1221—1284), који је наручивао преводе највећих арапских дела на латински и шпански. То је довело до првог превода Курана, као и осталих утицајних дела попут „Калиле и Димне“.

### Радови Алфонса од Кастиље у области историје и астрономије
Алфонсо од Кастиље се у својим радовима из области историје и астрономије служио знањем које је црпео из муслиманског стваралаштва. Такође, многа дела осталих стваралаца тог времена показују интеракцију и симбиозу оријенталне и шпанске културе.

### Арабисти и Реконкиста
Са реконкистом увелико у току, деловање арабиста у Шпанији било је уско повезано са деловањем прозелитизма хришћанства у арапском свету. Шпанија је била динамичан центар средњовековног арабизма, тако да је привлачила научнике из целе хришћанске Европе, као што су Герард од Кремоне, Герман Далматински , Мајкл Скот и Роберт од Кетона.
Роберт од Кетона творац је првог латинског превода Курана (Lex Mahumet pseudoprophete), који је настао 1143. године.
Маркос од Толеда је аутор превода Курана из 13. века, насталог за време мандата архиепископа Родрига Хименеса де Рада, који је касније уредио Historia Arabum („Историја Арапа“), ослањајући се на дело ал-Разија за информације о Андалузији пре освајања Алморавида.
Рамон Марти, аутор Pugio fidei adversos mauros et iudaeos („Борба вере против Авара и Јевреја“), творац је једног од првих арапских речника. Рамон Лул је 1275. године на Мајорци основао школу арапског језика за подучавање проповедника. Марти и Лул су, под покровитељством папе Хонорија IV, основали Центар за оријенталне студије у Риму. Иако је Рамон Лул био поприлично мотивисан прозелитизмом, његов однос према арапском свету није био тако једноставан. Написао је дело „Књига незнабошца и три мудраца“ на арапском, које је касније преведено на каталонски језик под називом Llibre del gentil e dels tres savis.
Овај тренд наставио се и у 15. веку, када је објављен трилингвални Куран (на арапском, шпанском и латинском) који је данас изгубљен, а одмах после тога и вишејезична Библија.
У 16. веку Педро де Алкала издаје арапски буквар за говорнике шпанског језика, а написано је и неколико прича о освајању Гранаде, као последице Маварског устанка.

## Посрнуће и уздизање шпанских арабиста
Како је арабистика у Европи била у опадању после Реформације, такав случај је такође био и у Шпанији из више разлога, а нарочито због Медитеранске политике и репресивне атмосфере створене од стране Шпанске инквизиције. Тако је један део Мавара (Морискоси) избегавао да говори свој матерњи језик. Средином 18. века почиње нова фаза арабистике у Шпанији. Касније, током ере „Генерације '98“ (Generación del 98), арабистика у Шпанији отвара ново подручје широко признатих студија, и на тај начин успева да врати свој углед, поготово са појавом арабиста као што су Мигел Асин Паласио (1871—1944), Емилио Гарсија Гомез (1905—1995) и многи други.
== 
Арабисти у Европи ==
У Енглеској, током 12. века, Роберт од Честера превео је многе књиге са арапског на латински језик, укључујући и радове научника као што су Абу Муса Џабир Ибн Хајан и ал-Хваризми. Арапски језик почиње се изучавати на Универзитету у Кембриџу 1632. године, захваљујући донацији Сер Томаса Адамса, док је на Оксфордском универзитету изучавање почело 1636. године.
Италија, Француска, Немачка и Холандија имале су дуго и плодно учешће у истраживању и изучавању арапског језика и културе, па и самог ислама. Многе друге европске државе, као што су Шведска, Чешка, Пољска, Шкотска, Румунија, Мађарска, Белгија и Русија, такође су изнеле велики број научника, који су значајно допринели изучавању Арапа и арапске културе.

### Ричард Френсис Бартон
Ричард Френсис Бартон започиње студије арапског на Оксфорду 1840. године, након дужег периода путовања по Европи са својом породицом. Говорио је енглески, француски и италијански језик. Време проведено у пакистанској провинцији Синд било је добра припрема за ходочашће у Меку и Медину, на које је кренуо 1843. године, упркос томе што није био муслиман и што је немуслиманима забрањен улаз у света места. Током седам година проведених у Пакистану, Бартон је добро упознао обичаје и менталитет муслимана, а ходочашће које је након тога обавио, учинило га је славним. Своје путовање у Свету земљу муслимана планирао је детаљно, крећући се прерушен међу муслиманима на Синду. Марљиво је изучавао све детаље и био спреман на сва искушења, за која је знао да му следе (укључујући и то да буде обрезан како би смањио ризик да буде откривен). Учећи паштунски језик, узео је у обзир све необичности из говора, али је ипак морао да савлада и неке од компликованих исламских ритуала, као и све ситнице источњачких манира и стереотипа. Током пута за Меку, који је био изузетно опасан, његов караван је био нападан више пута, што и није било толико неуобичајено за то време. Иако Бартон није био први европски немуслиман који је обавио хаџилук (први је то урадио Лудовико ди Вартема 1503. године), његово ходочашће остало је упамћено као најпознатије и најбоље забележено. Након обављеног ходочашћа добио је титулу „хаџи“ (Hajji) као и право да носи зелени турбан. Опис свог путовања у Свету земљу муслимана дао је у свом делу Personal Narrative of a Pilgrimage to Al Madinah and Meccah (1855).

### Лејди Хестер Стенхоуп
Већину свог живота провела је на Блиском истоку. Звали су је Краљица Бедуина.

### Гертруда Бел
Била је енглеска списатељица, путница, администратор, археолог и шпијун. Одиграла је главну улогу у успостављању и управљању модерне државе Ирака.

### Џон Филби
Био је британски обавештајни официр и главни саветник краља Ибн Сауда у односима и пословима између Саудијске Арабије и Уједињеног Краљевства и западних нафтних сила.

### Ханс Вер
Био је немачки арабиста и професор на Универзитету у Минстеру од 1957. до 1974. године. Вер је објавио речник Arabisches Wörterbuch 1952. године. У овом речнику налазила се и схема за транслитерацију, којом је представио арапски алфабет.

### Арабисти на Блиском истоку
Важно је поменути и арабисте са Блиског истока, као што су Хаим Зафрани из Марока, Ахмед Заки Паша из Египта, Тариф Халиди из Либана и др.